# Absoute
L'absoute est un rite et une prière de la liturgie catholique qui termine la cérémonie des funérailles à l’église. Il comporte un chant qui implore la totale délivrance des péchés du défunt, puis une aspersion et un encensement du corps. Un rite analogue peut se dérouler au cimetière. Elle inclut dans le rite traditionnel une dernière demande d'absolution des péchés. Le nouveau rituel, adopté après Vatican II, parle plutôt de Dernier adieu (qui n'inclut pas de demande d'absolution). 

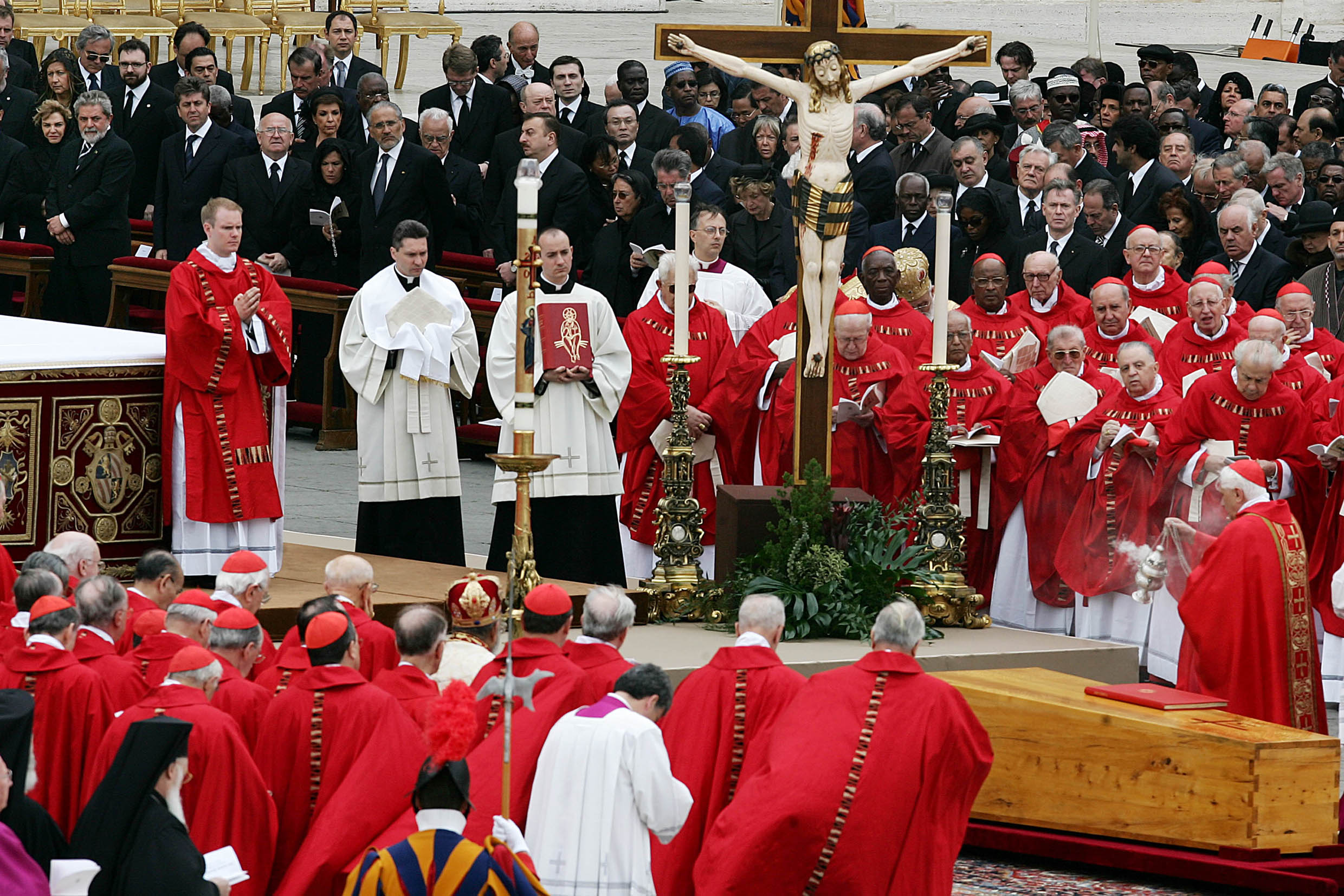
Dernier adieu à Jean-Paul II (encensement du cercueil).

## Définition liturgique
Le mot absoute donné aux prières pour le défunt provient de la dernière oraison qui les terminait souvent : « Absolve, quæsumus Domine, animam famuli tui ». Il s'agit d'une prière sacerdotale demandant à Dieu d'absoudre un défunt de ses péchés : il n'y a pas rémission des péchés, mais une demande de rémission. Il ne s'agit pas d'un sacrement, mais d'un sacramental. 

## Historique
Jusqu'au concile de Trente, les rituels furent nombreux. Ainsi, un rituel de la région de Bénévent, utilisé au XIe siècle, contenait l'antienne Chorus angelorum seule. Cette dernière était chantée lorsque le cortège arrivait devant l'église et avant la messe des défunts.
Les études critiques identifièrent, de nos jours, l'origine du Libera me, qui est vraiment ancienne. Il s'agissait d'une hybridation entre le rite gallican et celui de Rome, qui avait eu lieu au moment de la création du chant grégorien. L'office des morts, importé en Gaule à la suite de l'adoption du rite romain par Pépin le Bref († 768), se composait des répons d'après le texte du Livre de Job, qui était en usage à Rome en faveur des vigiles des défunts. Parmi les répons gallicans, deux chants, que l'on y chantait à la fin du IIIe nocturne, furent choisis pour former un nouvel office grégorien, mais qui reste fidèle au rite romain. L'un des deux, c'était le Libera me Domine.
Puis au XIIe siècle, avec la mélodie originelle de Gaule, le Libera me revint à Rome. C'était la filière des chanoines de Saint-Frigdien de Lucques qui y importa cet office des morts. Enfin, une forme unique du pontifical romano-germanique fut élaborée à l'usage de Rome puis diffusée par les franciscains à partir du XIIIe siècle.
À la suite du concile de Trente, Paul V publia en 1614 un  rituel romain dont les oraisons pour les défunts remontent pour leur quasi-totalité aux VIe et VIIe siècles. Il se diffusa progressivement dans tous les diocèses. Et c'est dans ces rituels, tant des monastères que des diocèses, que se trouvent les deux antiennes de procession vers le cimetière In paradisum et Chorus angelorum. Curieusement, les documents médiévaux manquaient de ces antiennes. On les trouve pourtant, toutes les deux, mais séparées, dans l'Antiphonaire de Hartker, qui avait été copié entre 990 et 1000 à l'abbaye de Saint-Gall. 
Manuscrit sûr, mais leur origine reste obscure. D'ailleurs, cet antiphonaire est l'un des premiers manuscrits qui conservent la mélodie grégorienne du Libera me, dont la notation était écrite en neume [manuscrit en ligne].
Au XXe siècle, un nouveau rituel Ordo exsequiarum fut promulgué par Paul VI le 15 août 1969. L'absoute est alors également dénommée Dernier adieu.

## Déroulement
Le déroulement de l'absoute est différent selon qu'il s'agit du rite issu de la réforme liturgique de Vatican II et promulgué par Paul VI en 1969 ou du Rite tridentin.

### Forme Vatican II
Le Dernier adieu ne se célèbre qu'en la présence du corps du défunt.
Le Dernier adieu a lieu généralement dans l’église, à la fin d’une célébration de funérailles (avec saint-sacrifice eucharistique ou pas). Le prêtre et ses assistants se placent autour du cercueil, et dans une première prière confient ‘avec respect et affection’ le défunt à Dieu. 
Suit un moment de recueillement avec silence et chant d’adieu (« Sur le seuil de sa maison notre Père t’attend… »). Des invocations sont faites, rappelant la personne défunte, son baptême, son amour, et lui souhaitant un ‘à-Dieu’ serein, auxquelles tous répondent : « Prends avec toi, Seigneur, celui que nous aimons… » (ou autre texte semblable). 
Le corps (ou cercueil) est encensé : ultime marque de respect pour ce corps qui fut durant de nombreuses années une ‘‘demeure de l’Esprit’’.( 1Cor. 3:16 : « Ne savez-vous pas que vous êtes le Temple de Dieu, et que l'esprit de Dieu habite en vous ? »). Et pour rappeler l’eau qui purifia le défunt lors de son baptême, le prêtre asperge d’eau bénite le cercueil. Parents et amis qui le souhaitent peuvent faire le même geste à sa suite.
Le cercueil est ensuite emporté hors de l’église vers le cimetière où, autour de la tombe ouverte, un dernier moment de silence et recueillement est observé. Une nouvelle prière (« Qu’il trouve auprès de toi la paix et la joie…») est suivie d’un Notre-Père et d’un Ave Maria. 
Lorsque le cercueil est descendu dans la tombe : « Ami, ici s’achève ton chemin parmi nous. Mais ici, nous reviendrons pour nous souvenir. (…) Et maintenant Seigneur Jésus, c’est vers toi que nous regardons, Toi, l’un de nous ».

### Forme tridentine
L'absoute peut se célébrer en présence ou en l'absence du corps du défunt.
La messe achevée, le clergé et les fidèles se rendent auprès du cercueil ou du catafalque et le célébrant dit l'oraison Non Intres in judicium. Tous chantent ensuite le Libera me, Domine:
« Libera me, Domine, de morte æterna, in die illa tremenda, quando cœli movendi sunt et terra, dum veneris iudicare sæculum per ignem. Tremens factus sum ego et timeo, dum discussio venerit atque ventura ira. Dies illa, dies iræ, calamitatis, et miseriæ, dies magna et amara valde. Requiem æternam dona eis, Domine, et lux perpetua luceat eis. »

« Délivre-moi, Seigneur, de la mort éternelle, en ce jour redoutable : où le ciel et la terre seront ébranlés, quand tu viendras éprouver le monde par le feu.Voici que je tremble et que j'ai peur, devant le jugement qui approche, et la colère qui doit venir. Ce jour-là doit être jour de colère, jour de calamité et de misère, jour mémorable et très amer. Donne-leur le repos éternel, Seigneur, et que la lumière brille à jamais sur eux. »
Puis pendant la récitation du Pater, le prêtre fait le tour du cercueil ou du catafalque en l'aspergeant, puis en l'encensant. On chante sur place les antiennes In paradisum et Chorus angelorum, qui se continuent en alternance jusqu'au cimetière ou à la sortie de l'église, en procession.